# Javier Rosas Sierra
Javier Rosas Sierra (Guadalajara, 25 de septiembre de 1974) es un deportista mexicano que compitió en triatlón. Ganó tres medallas en el Campeonato Panamericano de Triatlón entre los años 1996 y 2004.

## Palmarés internacional
| Campeonato Panamericano | Campeonato Panamericano  | Campeonato Panamericano | Campeonato Panamericano |
| Año                     | Lugar                    | Medalla                 | Prueba                  |
| ----------------------- | ------------------------ | ----------------------- | ----------------------- |
| 1996                    | Vitória (Brasil)         | Medalla de plata        | Individual              |
| 1997                    | Puerto Vallarta (México) | Medalla de plata        | Individual              |
| 2004                    | Acapulco (México)        | Medalla de bronce       | Individual              |